# Michael Hainisch
Michael Arthur Josef Jakob Hainisch, född 15 augusti 1858 i Aue bei Schottwien, Niederösterreich, död 26 februari 1940 i Wien, var en österrikisk politiker (partilös) och skriftställare. Han var Österrikes förbundspresident 1920–1928.
Hainisch studerade i Wien, Leipzig och Berlin (i Berlin var han lärjunge till Adolph Wagner och Gustav von Schmoller) och vann juris doktorsgrad, var en tid österrikisk ämbetsman (bland annat i undervisningsministeriet), men måste 1890 avgå till följd av en ögonsjukdom samt ägnade sig sedan åt socialvetenskapliga studier, lanthushållning på sin gård i Steiermark och socialt arbete (bland annat upprättade han av egna medel flera hundra folkbibliotek). Tillsammans med socialdemokraten Engelbert Pernerstorfer grundade han Gesellschaft der Fabier, ett österrikiskt motstycke till Fabian Society i Storbritannien.
Hainisch blev 1919 förvaltningsutskottsordförande i Tyska jordbrukarsällskapet för Österrike och valdes den 19 december 1920 till förbundspresident i Österrike, den förste innehavaren av detta ämbete sedan författningens tillkomst samma år. Han efterträdde Karl Seitz som hittills varit provisorikt statsöverhuvud. Hainisch omvaldes av riksdagen 1924 för ytterligare en fyraårsperiod och den 10 december 1928 efterträddes han av Wilhelm Miklas.
Efter sin ämbetsperiod som president inträdde han i regeringen som handelsminister men avgick redan i juni 1930. Som minister besökte han Sverige och öppnade en österrikisk utställning i Stockholm. Som socialvetenskaplig skriftställare sysslade Hainisch bland annat med hemarbetarfrågan och jordbruksfrågor.